# Aleurocanthus longispinus
Aleurocanthus longispinus là một loài côn trùng cánh nửa trong họ Aleyrodidae, phân họ Aleyrodinae.
Aleurocanthus longispinus được Quaintance & Baker miêu tả khoa học đầu tiên năm 1917.